# 圖爾巴特河

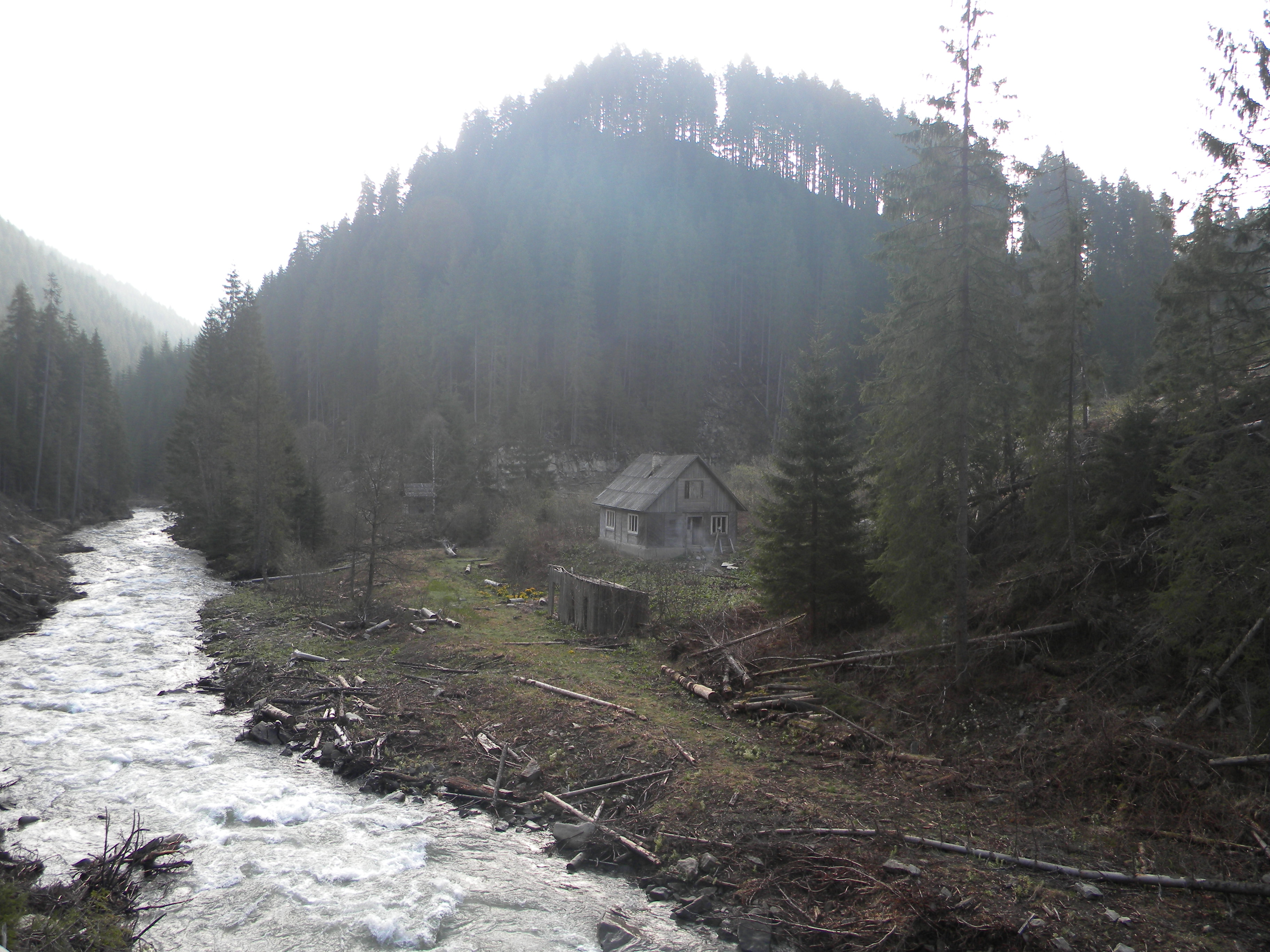

圖爾巴特河（烏克蘭語：Турбат），是烏克蘭的河流，位於該國西部外喀爾巴阡州，屬於布魯斯圖良卡河的左支流，流經佳切夫區，河道全長19公里，流域面積101平方公里。